# Cisowska Struga
Cisowska Struga (zwana również Cisowianka, Cisówka, Cisowski Potok) – struga na terenie Gdyni, dopływ Kanału Leniwego.
Źródło Cisowianki znajduje się na wysokości ok. 105 m n.p.m. w lesie w pobliżu rezerwatu Cisowa, przez który następnie przepływa. W górnym biegu składa się z 3 cieków wodnych: tzw. Cisowskiego, Demptowskiego Potoku oraz Marszewskiej Strugi, które zlewają się u ujścia Doliny Demptowskiej. Długość rzeki wynosi 12 km, a powierzchnia zlewiska – 32,2 km².
W Cisowiance można zaobserwować nietypowe zjawisko hydrologiczne – na pewnym odcinku rzeka znika, sprawiając wrażenie wyschniętego koryta, aby pojawić się ok. 500 m niżej.
Pierwotnie Cisowska Struga była dopływem Zagórskiej Strugi, ale wskutek licznych zmian melioracyjnych w 1992 roku uchodzi ona do Kanału Leniwego, a następnie do starego koryta Zagórskiej Strugi, wykorzystywanego aktualnie do odprowadzania oczyszczonej wody z Oczyszczalni Dębogórze.
Już od czasów historycznych Cisowska Struga była odnośnikiem geograficznym, stanowiąc niejednokrotnie granice dóbr – pierwsza oficjalna wzmianka o rzece pochodzi z dnia 7 marca 1283 roku i określała granicę posiadłości Oliwskich Cystersów. Wzdłuż środkowego biegu rzeki powstała pod koniec XIII wieku osada Cisowa – aktualna dzielnica Gdyni.
Na terenie dzielnicy Cisowa, Cisowska Struga pojawia się po północnej stronie ulicy Morskiej u wylotu Obwodnicy Trójmiasta. Obiera kierunek zachodni, przepływając pod ulicą Kcyńską. Mija pierwszy mostek, przepływając koło Przedszkola nr 32, a następnie, po kolejnych mostkach, wpływa na teren Zespołu Szkół nr 9. Dopływając do ulicy Chylońskiej, znika pod ziemią, aby pokazać się dopiero na kilkunastometrowym odcinku za pętlą trolejbusową. Przepływa pod torami kolejowymi, pojawiając się znowu na powierzchni i, obierając kierunek północny, płynie w stronę ulicy Hutniczej. Płynie następnie wzdłuż tej ulicy po jej północnej stronie w kierunku zachodnim, aby odbić po kilkuset metrach na północ i opuścić granice Gdyni Cisowej.